# نقطة الوسط الجغرافي لآسيا

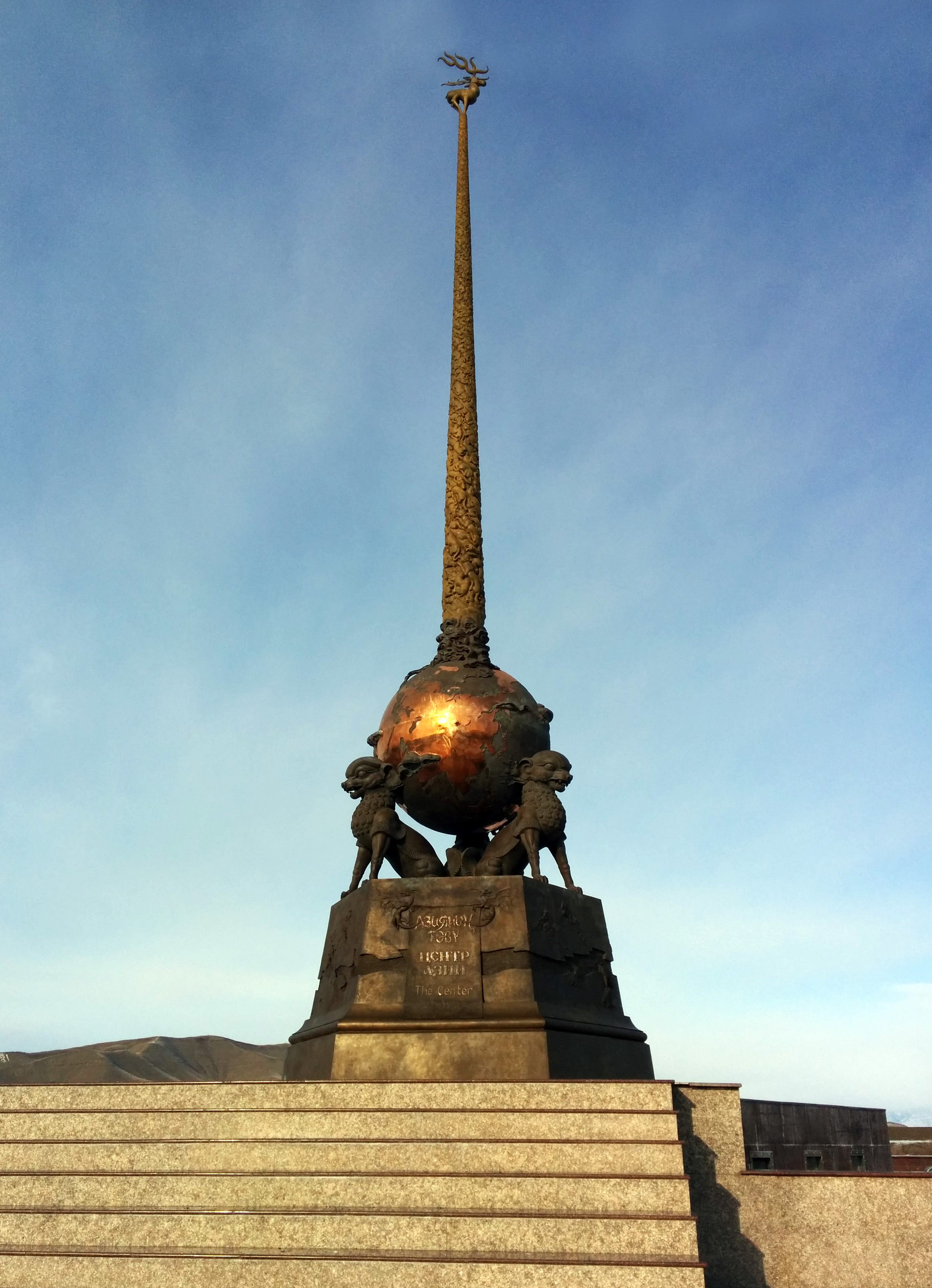
مسلة المركز الجغرافي لآسيا، كيزيل، توفا، روسيا

يعتمد موقع المركز الجغرافي لآسيا (باللغة الروسية: Центр Азии; باللغة التوفانية:Азияның Төвү; باللغة الصينية: 亚洲地理中心) على تحديد حدود آسيا، وخاصة ما إذا كانت الجزر النائية مدرجة لتحديد النقاط القصوى لآسيا، على طريقة حساب النتيجة النهائية.
أيضًا على الإسقاط المستخدم (الإسقاط الشعاعي على المستوى مقابل الإسقاط على جيودي)، لا توجد طريقة صحيحة موضوعيًا لإيجاد «مركز آسيا».وبالتالي، فإن العديد من الأماكن تدّعي أنها تستضيف هذا المركز الافتراضي.
صدر الإعلان الرسمي الأول لمركز آسيا في التسعينيات من القرن التاسع عشر من قبل المسافر البريطاني، وحُسب ليكون بالقرب من منزل مانور في سفيانوف في سالام (توفا الحديثة، روسيا) في 52°29′00″N 96°05′09″E / 52.48333°N 96.08583°E. هناك نصب تذكاري لهذه الواقعة في حديقة العقارات.

## القياسات الحالية

### الصين
المركز الجغرافي للقارة الآسيوية (باللغةالصينية: 亚洲 大陆 地理 中心) هو اسم تذكاري يشير إلى المركز الجغرافي المفترض للقارة الآسيوية. تقع على بعد حوالي 20 كم جنوب غرب أورومتشي، سنجان، جمهورية الصين الشعبية.
```
يعود تاريخ القياس إلى عام 1992. واستند إلى حساب المركز الجغرافي لـ 49 
دولة آسيوية
، بما في ذلك الدول الجزرية مثل 
قبرص
 
واليابان
 (وتعكس المنظور السياسي لجمهورية الصين الشعبية، وإحصاء 
فلسطين
 
وسيكيم
 على أنهما دولتان منفصلتان)، ووضع المركز الجغرافي لجميع هذه الدول في 
43°40′52″N
 
87°19′52″E

 / 

43.68111°N 87.33111°E

 / 
43.68111; 87.33111
.
```

قبل الانتهاء من النصب التذكاري، تميز الموقع بعمود خشبي يوضح «المركز الجغرافي لآسيا» (亚洲 地理 中心). تم نقل قرية وجدت في الموقع الذي تم بناء النصب فيه، وتُعرف القرية الجديدة الآن باسم «قلب آسيا» (亚 心).
يحتوي الموقع على برج يسمى «مركز آسيا» والذي يمثل 48 دولة في آسيا. تم الانتهاء من النصب في أواخر التسعينيات.

### روسيا
المسلة «مركز آسيا» (باللغة الروسية: Аентр Азии؛ باللغة التوفانية: Азияның Төвү) هو اسم نصب تذكاري يشير إلى المركز الجغرافي المفترض للقارة الآسيوية. وهي تقع في كيزيل، توفا، روسيا.
تقع في منطقة توزبولك جنوب المدينة، على بعد حوالي 700 كم من الشمال إلى الشمال الشرقي من نصب أورومتشي عند 51°43′29″N 94°26′37″E / 51.72472°N 94.44361°E. تم الانتهاء من النصب في عام 1968.